# Paola (Malta)
Paola (antigament Casal Paola) és un municipi de Malta. En el cens de 2005 tenia 8822 habitants i una superfície de 2,5 km². El nom és fruit del Gran Mestre Antoine de Paulo. Està situat a la zona central del país.
Hi ha dues esglésies parroquials, una dedicada a Crist Rei i l'altra a Nostra Senyora de Lourdes. La festa de Crist Rei se celebra l'últim diumenge de juliol i la Mare de Déu de Lourdes se celebra el primer diumenge després del 17 d'agost. La parròquia també té una església franciscana dedicada a Sant Antoni, a la zona de Għajn Dwieli de la parròquia. St. Església d'Ubaldesca és l'església més antiga de Paola i va ser la primera església parroquial que hi ha. L'any 2008 l'església va patir una mínima restauració. Villa Perellos, que porta el nom del gran mestre Ramon Perellos i Roccaful, és una fita històrica local.